# Bártlova bouda
Bártlova bouda (také jako Bártlovka, německy Bartlbaude) je turistická chata v Bílém Potoce, obci ve Frýdlantském výběžku v Libereckém kraji na severu České republiky. Nachází se na západním úbočí Paličníku (944 m n. m.) ve výšce 520 m n. m.

## Historie
První objekt, který na tomto místě stál, je zakreslen již do map Stabilního katastru z roku 1843. V té době navíc v okolí objektu stávalo dalších dvanáct chalup. Majitelem boudy v 19. století byla rodina Neumannových. Ti ji roku 1910 přenechali rodině zdejšího lékaře Rüfflera. Ve zmíněném roce 1910 došlo k přestavbě do té doby dřevěného objektu na budovu zděnou s kamennou podezdívkou, omítkou o světlé barvě a okny s okenicemi a truhlíky s květinami. Kolem domu se rozkládala zahrada s ovocnými stromy, záhony a altánkem k odpočinku. Letopočet 1910, kdy k přestavbě došlo, byl vryt do komínu v domě. Před první světovou válkou ale Rüfflerovi odešli do zahraničí, do Švýcarska. Roku 1926 se majitelem stavby stal Anton Bartel, který v ní zřídil restauraci s kavárnou. Jeho jméno nese objekt dosud. Protože se Bartelovi podnikání dařilo (vyhlášené byly například zdejší koláče), mohl objekt rozšířit vybudováním do současnosti zachované dřevěné verandy, která má v oknech barevná skla. Roku 1932 předal majitel restauraci své dceři Anně Neuwingerové a také jí se dařilo, takže roku 1938 nechala k jižní stěně přistavět velký sál spolu s pokoji v podkroví a letní vyhlídkovou terasou. V provozu byl objekt i po dobu druhé světové války. Poslední oslavy Silvestra zde proběhly na přelomu let 1943 a 1944.
Po válce přešel objekt do národní správy a využívalo jej Revoluční odborové hnutí (ROH). Na počátku šedesátých let 20. století přešlo do majetku družstva Jednota a v jeho vlastnictví zůstalo až do roku 1989. Během této doby (roku 1980) proběhla rekonstrukce vnitřního vybavení, dále výměna krytu střechy (původní břidlicovou nahradil červeně zbarvený plech) a zrušen byl též původní vstup do domu po kamenných schodech opatřených zábradlím. V témže roce se zboural i chatkový tábor, stojící do té doby na louce vedle chalupy a k Bártlově boudě patřící. V době, kdy v okolních jizerskohorských lesích probíhalo velkoplošné mýcení, byli v chatě ubytováni dřevorubci, kteří prostory zdejší restaurace využívali k odpočinku po práci.
Během roku 1990 se majiteli budovy stali manželé Božena a Rudolf Novotní pocházející z Frýdlantu. Prostor restaurace je osvětlován zdobenými dřevěnými lustry s vyřezávanými figurami a na zdech jsou pověšeny paroží z jeleních shozů z bývalé clam-gallasovské obory u Oldřichova v Hájích.
V roce 2018 koupila Bartlovu boudu společnost Smědavské pensiony s.r.o. rodiny Damaškových. Pod jejich vedením proběhla v roce 2021 rozsáhlá rekonstrukce. Změnily se zejména ubytovací prostory, kde byly zrušeny malé pokoje s toaletami na chodbě a místo nich v prvním patře vzniklo 5 čtyřlůžkových apartmánů s kuchyňkou, koupelnou a záchodem. Celková ubytovací kapacita je nyní 20 osob.[zdroj?]
Na přilehlé louce u objektu se během léta konají Bílopotocké slavnosti.

## Turismus
Na křižovatce zpevněných cest severovýchodně od Bártlovy boudy se nachází rozcestník pojmenovaný „Bártlova bouda“. U něj se kříží zeleně a žlutě značená turistické trasa. Žlutá trasa sem stoupá od západu z rozcestí pojmenovaného „Bílý Potok – rozcestí“ a pokračuje dále do kopce na východ až k rozcestníku „Hájený potok“. Zelená trasa klesá na rozcestí u Bártlovy boudy od severu, z rozcestí pojmenovaného „Hubertka“ nacházející se u stejnojmenné turistické chaty. Jižním směrem pak zeleně značená trasa stoupá kolem Wenzerichova pomníku až na rozcestí „Sedmitrámový most“.